# Oplopomops diacanthus
Oplopomops diacanthus és una espècie de peix de la família dels gòbids i de l'ordre dels perciformes.

## Morfologia
- Els mascles poden assolir 7,5 cm de longitud total.[1][2]

## Hàbitat
És un peix marí, de clima tropical i associat als esculls de corall que viu fins als 10 m de fondària.

## Distribució geogràfica
Es troba a Indonèsia, el Japó, les Maldives, les Illes Marshall, Palau i Papua Nova Guinea.

## Observacions
És inofensiu per als humans.